# Sirasti maz
Sirasti maz (lat. vernix caseosa) je sirasta bijela tvar koja prekriva kožu ploda tijekom posljednjeg tromjesečja trudnoće. 
Počinje se razvijati na djetetu u maternicu otprlike u 18. tjednu trudnoće. Prema dosadašnjim saznanjima, proizvodnja ove tvari karakteristična je isključivo za čovjeka.

## Karakteristike

### Kemijski sastav
Sirasti maz ima vrlo promjenljiv kemijski sastav, ali je prije svega sastavljen od sebuma (loja), odumrlih stanica plodove kože i lanugo dlačica. 81% kemijskog sastava čini voda (velikim dijelom se nalazi u korneocitima), 9% lipidi, a 10% bjelančevine.  Sirasti maz kod u normalno vrijeme rođene djece ima više skvalena izlučenog iz žlijezda lojnica nego kod prerano rođene djece. U sirastom mazu se također nalaze keramidi iz rožnatog sloja kože, trigliceridi, kolesterol, slobodne masne kiseline, fosfolipidi i brojni stanični elementi.

### Fizikalna svojstva
Sirasti maz je ravnomjerno raspoređen. Kritična površinska napetost mu je 39 din/cm. Unatoč visokom sadržaju vode, sirasti maz je nepolaran. Ove značajke ukazuju na hidroizolacijsku funkciju, čime se sprječava gubitak topline nakon rođenja. Iako sadrži čak 81% vode, jako je viskozan. U normalnim uvjetima je bijele boje, ali se ponekad zbog različitih intrauterinih problema može promijeniti. Kod hemolitičke bolesti novorođenčadi sirasti maz je zlatnožute boje, a kod fetalnog distresa je obojen žučnim pigmentima koji se javljaju u mekoniju.

### Biološka svojstva
Vernix caseosa pruža plodu električnu izolaciju, koja je vjerojatno važan aspekt u razvoju fetalne anatomije. Ranija znanstvena istraživanja ukazivala su na povećan gubitak topline kod novorođene djece kod koje je sirasti maz uklonjen s kože ubrzo nakon rođenja; ali novija izvješća potvrđuju da pranje površine kože nakon rođenja smanjuje gubitak vode isparavanjem u usporedbi s površinom novorođenom djecom kod koje je sirasti maz ostavljen in situ. Sirasti maz je hidrofoban zbog lipida u svom sastavu.

## Izlučivanje
Loj u sirastom mazu je proizveden u maternici u 20. tjednu trudnoće, a izlučuju ga žlijezde lojnice fetusa. Maz se prije svega javlja kod na vrijeme rođene djece, dok prerano i prekasno rođenim bebama najčešće nedostaje.
Ako se kod djece rođene nakon više od 42 tjedna trudnoće pojavi deskvamacija (ljuštenje kože), vjeruje se da zbog toga dolazi zbog nedostatka sirastog maza.

## Uloga
Smatra se da vernix caseosa ima velik broj funkcija, uključujući vlaženje dječje kože i olakšan prolazak kroz porođajni kanal.Služi za očuvanje topline i za zaštitu osjetljive kože novorođenčeta od štetnih okolinskih djelovanja. Vjeruje se i da ima antibakterijsko djelovanje; osim što su u kemijskm sastavu sirastog maza pronađene brojne antimikrobne bjelančevine, sirasti maz predstavlja i fizičku barijeru prolasku bakterija.